# Muskusherten

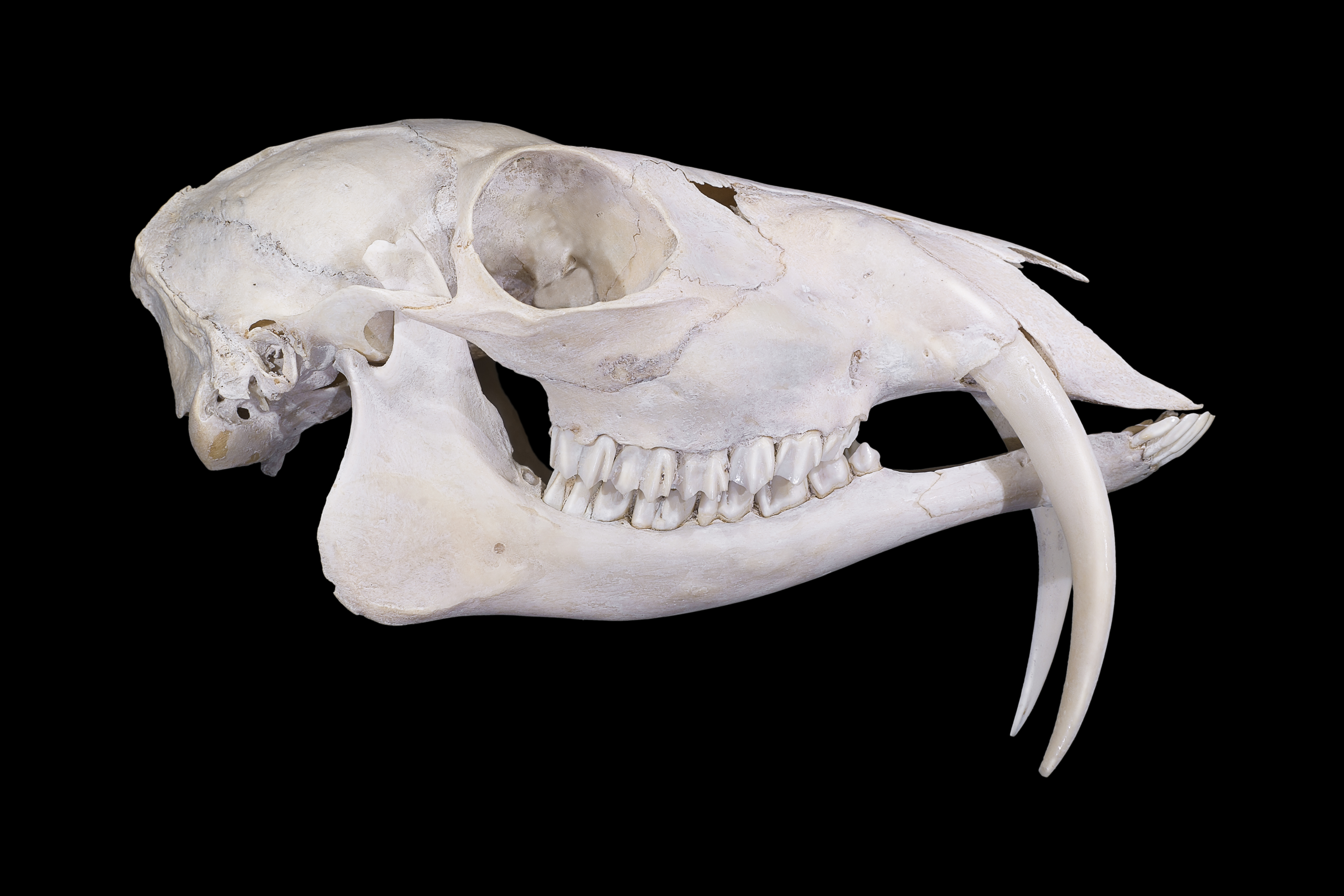
Schedel

De muskusherten (Moschidae) zijn een familie van de onderorde herkauwers (Ruminantia) van de orde evenhoevigen en walvissen (Cetartiodactyla). 
Heel typisch is dat deze herten geen gewei hebben, maar wel twee slagtanden. De oudste fossielen zijn bekend uit het vroeg-Oligoceen. Moschus is het enige niet-fossiele geslacht.

## Classificatie
De familie omvat de volgende geslachten en soorten:
- Moschinae
  - Micromeryx †
    - Micromeryx flourensianus
    - Micromeryx styriacus

  - Moschus
    - Moschus anhuiensis
    - Moschus berezovskii – Oost-Chinees muskushert
    - Moschus chrysogaster – Himalayamuskushert
    - Moschus cupreus – Kashmirmuskushert
    - Moschus fuscus – Zwart muskushert
    - Moschus leucogaster – Witbuikmuskushert
    - Moschus moschiferus – Siberisch muskushert
- Hydropotopsis †
  - Hydropotopsis lemanensis
- Hispanomeryx †
  - Hispanomeryx andrewsi
  - Hispanomeryx aragonensis
  - Hispanomeryx daamsi
  - Hispanomeryx duriensis
- Oriomeryx †
  - Oriomeryx major
  - Oriomeryx willii
- Friburgomeryx †
  - Friburgomeryx wallenriedensis
- Bedenomeryx †
  - Bedenomeryx milloquensis
  - Bedenomeryx paulhiacensis
  - Bedenomeryx truyolsi
- Dremotheriinae †
  - Pomelomeryx
    - Pomelomeryx boulangeri
    - Pomelomeryx gracilis

  - Dremotherium
    - Dremotherium cetinensis
    - Dremotherium feignouxi
    - Dremotherium guthi
    - Dremotherium quercyi
- Blastomerycinae †
  - Pseudoblastomeryx
    - Pseudoblastomeryx advena

  - Machaeromeryx
    - Machaeromeryx tragulus

  - Longirostromeryx
    - Longirostromeryx clarendonensis
    - Longirostromeryx wellsi

  - Problastomeryx
    - Problastomeryx primus

  - Parablastomeryx
    - Parablastomeryx floridanus
    - Parablastomeryx gregorii

  - Blastomeryx
    - Blastomeryx gemmifer

Moschus anhuiensis · Oost-Chinees muskushert (M. berezovskii) · Himalayamuskushert (M. chrysogaster) · Kashmirmuskushert (M. cupreus) · Zwart muskushert (M. fuscus) · Witbuikmuskushert (M. leucogaster) · Siberisch muskushert (M. moschiferus)